# Liste des os du squelette humain

Vue ventrale (antérieure) d'un squelette humain adulte.
Avant-bras droit en pronation (gauche en position anatomique, supination).

Vue dorsale (postérieure) d'un squelette humain adulte.
Avant-bras gauche en pronation (droit en supination).

La liste des os du squelette humain est l'objet d'une organisation topographique de la part de l'ostéologie, branche de l'anatomie qui traite des os. Le système squelettique humain est constitué d'un squelette axial et d'un squelette appendiculaire (membres supérieurs et inférieurs) tous deux attachés à l'axe médian (la colonne vertébrale) par les ceintures scapulaire (ou pectorale) et pelvienne.
À l'âge adulte, le squelette humain comprend 206 os constants. Ces os constants peuvent être divisés en 204 os squelettiques et 2 os sésamoïdes – soit 115 os différents (respectivement, 114 et 1). Avec les os surnuméraires, inconstants, on peut dénombrer jusqu'à 224 os constants, que l'on peut diviser en 212 os squelettiques et 12 os sésamoïdes — soit 128 os différents (respectivement, 122 et 6).

## Squelette axial
Le squelette axial est constitué de 80 os articulés parmi 88 os, tous squelettiques et majoritairement impairs (et médians), formant la tête et le tronc. Il comprend les os du crâne, la colonne vertébrale, les côtes et le sternum, ainsi que l'os du larynx, et représente 57 os articulés différents parmi 65 os différents. Sa principale fonction est la protection des organes internes.

### Tête
Le squelette de la tête, composé des os du crâne et des os de la face, comprend 22 os, auxquels il faut ajouter les 3 os de chaque oreille moyenne.
- Os du crâne (calvarium et base du crâne)
  - os frontal, impair (calvaria et base du crâne : front et voûte orbitaire)
  - os pariétal, pair (calvaria : calotte crânienne et parties latérales du haut du crâne)
  - os temporal, pair (calvaria et base du crâne: situé sous l'os pariétal)
  - os occipital, impair (calvaria et base du crâne : arrière du crâne)
  - os sphénoïde, impair (calvaria et base du crâne)
  - os ethmoïde , impair (base du crâne : entre les orbites)
- Os de l'oreille moyenne (osselets ou chaîne ossiculaire)
  - marteau (malleus), pair
  - enclume (incus), pair
  - étrier (stapes), pair
- Os de la face
  - vomer, impair (cavité nasale)
  - os maxillaire , pair (sous l'os frontal, forme la mâchoire supérieure)
  - os lacrymal[2], pair (à l'intérieur des orbites)
  - os palatin, pair (palais osseux)
  - cornet nasal inférieur, pair
  - os nasal, pair (en avant de la branche montante du maxillaire)
  - os zygomatique[3], pair (sous les orbites)
  - mandibule, impair (mâchoire inférieure, mobile)

Total : 28 os (17 différents dont 11 pairs).

### Tronc
- Cou
  - 7 vertèbres cervicales (colonne vertébrale : rachis cervical)
  - os hyoïde, impair (os du larynx)
- Thorax
  - 12 vertèbres thoraciques (colonne vertébrale : rachis thoracique)
  - 12 paires de côtes, (7 vraies, 3 fausses et 2 flottantes)
  - Sternum, impair
- Abdomen, 5 vertèbres lombaires (colonne vertébrale : rachis lombal)
- Bassin
  - 5 vertèbres sacrées fusionnées, constituant le sacrum (colonne vertébrale : rachis sacral)
  - 5 vertèbres coccygiennes vestigiales, formant le coccyx (colonne vertébrale : rachis coccygien)

Total : 52 os articulés (40 différents dont 12 pairs avec le sacrum, le coccyx et 24 vertèbres) parmi 60 os (48 différents dont 12 pairs avec les 34 vertèbres).

## Squelette appendiculaire
Il s'agit du squelette composant les ceintures et les membres. Il est constitué des os de la ceinture scapulaire et du membre supérieur, de la ceinture pelvienne et du membre inférieur. Il est composé de 126 os articulés (124 os squelettiques et 2 os sésamoïdes, soit 63 os articulés différents) parmi 136 os (124 os squelettiques et 12 os sésamoïde, soit 68 os différents), tous pairs (droit et gauche).

### Ceinture scapulaire
- Omoplate (scapula)
- Clavicule
- manubrium sternal

### Membre supérieur
- L'épaule
- Bras
  - humérus
- Avant-bras
  - Radius
  - Ulna (cubitus)
- Poignet
  - carpe : scaphoïde, lunatum, triquetrum, pisiforme, trapèze, trapézoïde, capitatum et hamatum
- Main
  - 5 os métacarpiens (paume de la main)
  - 14 phalanges (doigts)
  - 3 os sésamoïdes (deux à la base du pouce et un à la base de l'index)

Total : 64 os articulés (32 pairs) parmi 70 os (35 pairs dont 3 sésamoïdes).

### Ceinture pelvienne
- os coxal
- Ilium (anatomie)
- Pubis

### Membre inférieur
- Hanche
- Cuisse
  - Fémur
  - Patella (rotule), sésamoïde
- Jambe
  - Tibia
  - Fibula (péroné)
- Pied
  - 7 os du tarse (talon) : calcanéus, talus, cuboïde, naviculaire et les trois os cunéiformes (latéral, intermédiaire et médial)
  - 5 os métatarsiens
  - 14 phalanges
  - 2 os sésamoïdes (deux à la base de l'hallux)

Total : 62 os articulés (31 pairs dont 1 sésamoïde, la patella) parmi 66 os (33 pairs dont 3 sésamoïdes).